# Kerkhof van Béthonsart

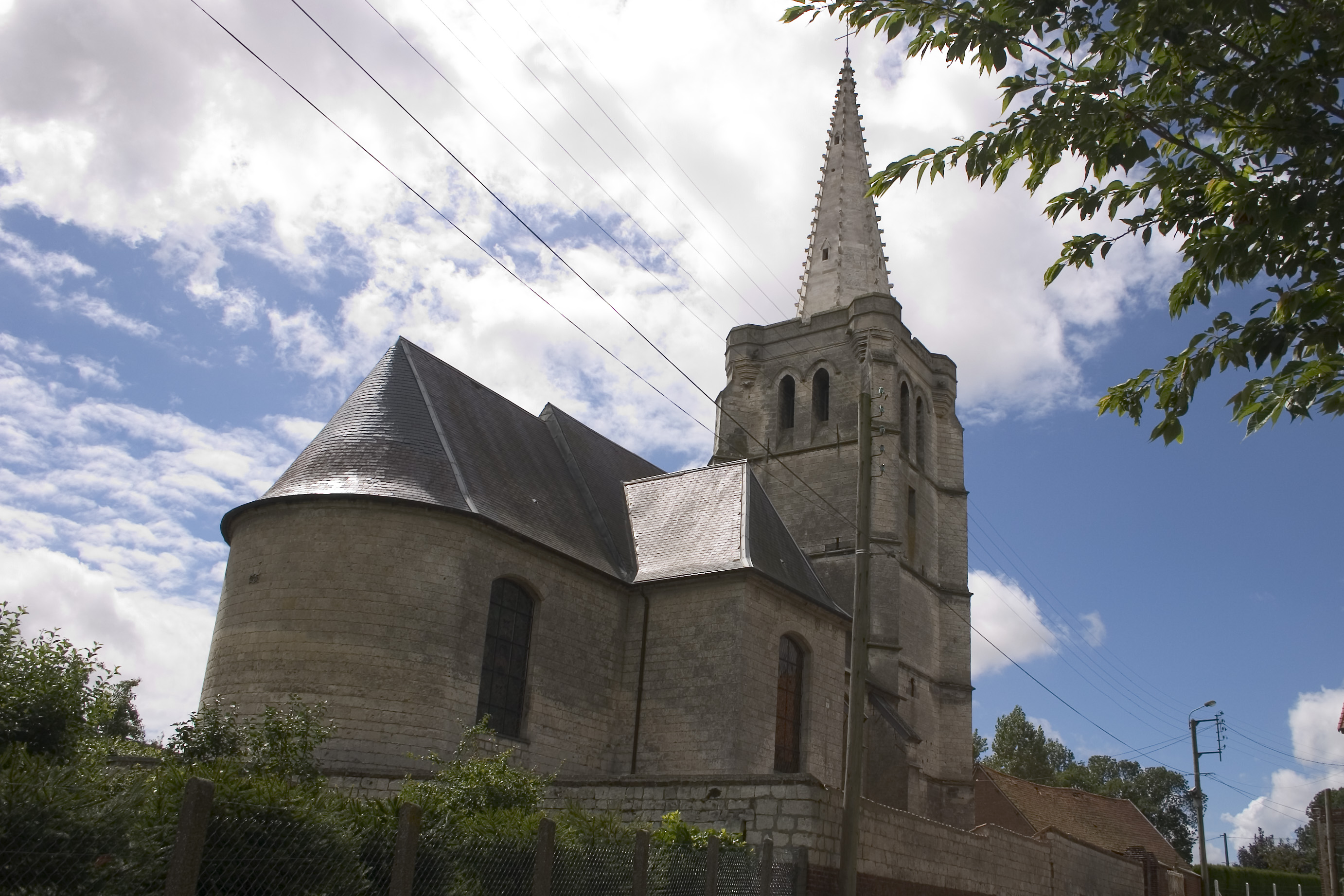
Sint-Elisabethkerk te Béthonsart

Het kerkhof van Bethonsart is de begraafplaats gelegen bij de Église Sainte-Élisabeth in de plaats Béthonsart in het Franse departement Pas-de-Calais.

## Militair graf
Op het kerkhof bevindt zich één geïdentificeerd Gemenebest militaire graf uit de Tweede Wereldoorlog dat wordt door de Commonwealth War Graves Commission, die de begraafplaats heeft ingeschreven als Bethonsart Churchyard.